# Moskovski memorandum iz 1997.
Moskovski memorandum iz 1997., također poznat kao Primakovljev memorandum (po tadašnjem ruskom ministru vanjskih poslova Jevgeniju Primakovu), bio je sporazum koji je uređivao odnose između Moldavije i Pridnjestrovlja s ciljem rješavanja sukoba u Pridnjestrovlju.
Preveden s izvornog ruskog teksta, puni formalni naziv dokumenta je Memorandum o načelima normalizacije odnosa između Republike Moldavije i Pridnjestrovlja.
Povijesna važnost memoranduma uslijedila je nakon potrebe Tiraspola i Kišinjeva da normaliziraju odnose nakon rata u Pridnjestrovlju 1992. godine.
Potpisali su ga u Moskvi 8. svibnja 1997. moldavski predsjednik Petru Lucinschi i predsjednik Pridnjestrovlja Igor Smirnov uz posredovanje Ruske Federacije, Ukrajine i Nielsa Helvega Petersena u ime misije Organizacije za europsku sigurnost i suradnju u Moldaviji.
U skladu sa završnom klauzulom memoranduma, odnosi između Republike Moldavije i Pridnjestrovlja razvijat će se u okviru zajedničke države, unutar granica Moldavske SSR. Ruska Federacija i Ukrajina izrazile su spremnost da postanu jamci poštivanja statusa Pridnjestrovlja, kao i odredaba memoranduma. Kišinjev i Tiraspol odlučili su podržati uspostavu pravnih i državnih odnosa: međusobnu koordinaciju odluka, uključujući razgraničenje i delegiranje prerogativa, očuvanje uzajamne sigurnosti, sudjelovanje Pridnjestrovlja u procesu ostvarenja vanjske politike Republike Moldavije. Memorandum je također dao Pridnjestrovlju pravo na samostalno obavljanje vanjske gospodarske aktivnosti, iako su kasnije odredbe memoranduma imale vrlo različita pravna i politička tumačenja u Kišinjevu i Tiraspolu.
Strane su ponovno potvrdile prekid vatre iz 1992. i zatražile da Rusija, Ukrajina i OESS nastave svoje posredničke napore. Obje strane su se složile da Dnjestarska regija ima pravo jednostrano uspostavljati i održavati međunarodne kontakte u gospodarskoj, znanstveno-tehničkoj i kulturnoj sferi.

## Vanjske poveznice
- Tekst moskovskog memoranduma iz 1997.  Arhivirana inačica izvorne stranice od 12. kolovoza 2014. (Wayback Machine)